# Try Sleeping with a Broken Heart
Singles de Alicia Keys
Doesn’t Mean Anything
(2009) Empire State of Mind (Part II) Broken Down
(2010)
Try Sleeping with a Broken Heart est chanson interprétée par l'artiste américaine Alicia Keys. Il est sorti comme le second single extrait de son 4e album studio The Element of Freedom (aux États-Unis, en France, en Allemagne...), et comme 3e single au Royaume-Uni. La chanson, qui est un mélange de neo soul, synthpop et de R&B, a été largement acclamée par la critique musicale comme l’un des meilleurs morceaux de l'album, elle marque une grande rupture dans la production artistique de Keys.

## Sortie et Promotion
Keys a déclaré au magazine Britannique The Sun : « J'adore cette chanson. Je suis excitée par cette chanson, et j’apprécie la façon dont elle pousse les choses. C'est une grande représentation de l'endroit où je suis maintenant. Je peux le jouer avec différents instruments de musique ou je peux tout simplement le jouer avec juste le piano. De toute façon ce qu'elle touche, vous l'obtenez. Je suis très excité par cet enregistrement ».[réf. nécessaire]
La chanson a été enregistrée le 29 octobre 2009, et est sortie sur iTunes Store le 17 novembre 2009. Le single fait ses débuts sur le Billboard Hot 100 au numéro 58, le plus élevé après No One et Doesn’t Mean Anything. Il est resté vingt semaines sur la liste, avec une position au numéro 27. Sur le Billboard Hot 100 R&B/Hip-Hop Songs, la chanson se positionne à la 2e place durant dix semaines. La chanson a également fait ses débuts au no 2 sur les charts Norvégiens, et en Grande-Bretagne le single se positionne à la 71e place, avant de grimper en juin 2010 à la 7e place, après qu’Alicia Keys l’ai chanté dans l’émission Britain's Got Talent.
Keys a interprété la chanson à New York University Skirball Center for Pepsi Music. Dans les émissions de télévision The Late Show, The Regis & Kelly’s show, à Dancing With The Stars en novembre 2009… Elle a également interprété la chanson aux soirées IHeartRadio, SessionAOL, ou encore le concert en direct de You tube qu’elle a offert le 1er décembre 2009 (Journée mondiale de lutte contre le SIDA), mais aussi à la cérémonie American Music Awards 2009. En janvier 2010, Keys a interprété la chanson dans l’émission Friday Night avec Jonathan Ross, en février 2010 Keys l’a chanté au NBA All-Star Game, et en mars 2010, Keys l’a interprété chez The Oprah Winfrey Show, et en juin 2010 à la soirée de FIFA World Cup Kick Off, et à la cérémonie BET Awards.

## Réception et revues musicaux
La chanson a connu une très large acclamation de la part des critiques musicaux, beaucoup l'ont comparé à la composition du chanteur Prince (Rogers Nelson). Le magazine américain Entertainment Weekly a décrit la chanson comme : « insidieuse, presque obscènement accrochante : un glissement du groove du début des années 80 de Prince avec un jalonnement monstre du genre musical Synthpop… ».
Rob Sheffield du magazine Rolling Stone a déclaré : « …Les superbes hommages à Prince : Try Sleeping With A Broken Heart et This Bed, sont des expériences qui vont beaucoup submerger le chant de Keys, nullement intimidé par le genre synthpop des années 1980 de Prince… » Andrew Burgess du magazine américain MusicOMH, décrit la musique en la comparant à « un rêve fiévreux, un moment hors du commun », et le magazine Vibe fait l'éloge de la chanson comme « instantanément intemporel » et la décrite comme un « exercice de tambour-alimenté d’une magnifique discipline vocale (avec ses souffles et bouillonnements tout bas) qui traite de la perte de la simple présence d’un homme »,.
Randy Lewis, du magazine Los Angeles Times a été très impressionné par la piste et a écrit : « Dans Try Sleeping With A Broken Heart, elle [Alicia] a utilisé un refrain très étrange : « I’m gonna find a way to make it without you… », admettant qu’elle est toujours en train de chercher l’ample sens de la sécurité dans n’importe quelle nouvelle découverte de la liberté qu’elle trouvera. Mais ensuite, elle a étendu sa pensée avec le terme botteur : Tonight. Est-ce qu’elle parle du jour où on s’approche du programme des 12 pas pour une intoxication amoureuse ? Est-ce simplement l’application d’une thérapie médicale [après une rupture amoureuse] ? Ou fait-elle valoir que le chemin pour une vraie indépendance commence juste ici, maintenant ? Ce n’est jamais entièrement clair… et c’est cette ambiguïté qui rend la chanson encore plus riche ».
Quant au magazine américain Popjustice : « la chanson est "l'arme secrète" de l’album » et il l'a décrite comme « étonnante », en ajoutant que c'est « … un brillant un chef-d’œuvre de mélange des genres musicaux modern pop, intemporelle ballade… ».

## Clip vidéo
Le clip vidéo de Try Sleeping with a Broken Heart (totalement à l’opposé de Doesn’t Mean Anything) propose une fiction permettant à Alicia Keys de raconter une histoire, en y mêlant subtilement action, tristesse et humour.
Le clip vidéo a été filmé en fin octobre 2009, à New York et est sorti en novembre 2009. Il s’inspire des films Hancock et X-Men, et Alicia Keys y interprète le rôle d’un personnage doté de pouvoirs particuliers lui permettant de sauver des vies, mais la contrepartie de ce don est qu’elle ne peut pas toucher à une personne, ni être avec la personne qu’elle aime, car risque de lui ôter la vie (même malédiction que Malicia dans X-Men).
C’est donc pour cette raison qu’elle vit et reste seule. Bref, elle est une super-héroïne solitaire à qui il ne reste que son piano et ses larmes… raison pour laquelle elle va dormir le cœur brisé.

## Listes de pistes
German CD & UK digital download
1. "Try Sleeping with a Broken Heart" - 4:08
2. "Lover Man" - 3:16

## Classement
| Classement (2009/2010)             | Meilleure position |
| ---------------------------------- | ------------------ |
| Allemagne                          | 33                 |
| Autriche                           | 57                 |
| Belgique (Flanders)                | 12                 |
| Belgique (Wallonia)                | 8                  |
| Canada (hot100)                    | 37                 |
| Danemark                           | 5                  |
| États-Unis (Billboard hot100)      | 27                 |
| États-Unis (Billboard R&B/Hip-Hop) | 2                  |
| Irlande                            | 22                 |
| Nouvelle-Zélande                   | 12                 |
| Norvège                            | 2                  |
| Pays-Bas                           | 21                 |
| Royaume-Uni                        | 7                  |
| Slovaquie                          | 10                 |
| Suède                              | 10                 |
| Suisse                             | 21                 |